# Roland Juno-106
Juno-106 — аналоговый полифонический субтрактивный синтезатор, выпускавшийся компанией Roland с 1984 по 1988 год.

## Возможности
Juno-106 - полифонический синтезатор с шестью голосами. Это аналоговый синтезатор, но с цифровыми управляемыми генераторами и хорус-эффектами. В то время как его предшественник, Juno-60, имеет 56 патчей, Juno-106 имеет 128. В данной модели был представлен инструмент Roland performance lever для изменения высоты тона и модуляции, который впоследствии стал стандартной функцией инструментов Roland. Также синтезатор, в отличие от предшественника, получил MIDI-интерфейс.
Чтобы компенсировать отсутствие второго генератора, Roland реализовала встроенный эффект хоруса, а также фильтр верхних частот, который повышал уровень басов в самом низком положении.

## Преемники
В 1985 году Roland выпустила две версии со встроенными динамиками: Juno-106S и HS60 Synth Plus.
В 2015 году компания Roland выпустила звуковой модуль JU-06, представляющий собой цифровую копию Juno-106 с использованием технологии Roland digital Analog Circuit Behavior (ACB). Работает от аккумулятора, имеет 4 голоса и 23 параметра, управляемых с передней панели. На момент выпуска он стоил 299 долларов.
В 2016 году компания Behringer выпустила Deepmind-12 – аналоговый синтезатор, вдохновленный Juno-106, который имеет 12 голосов. На момент выпуска он был оценен в 999 долларов. В 2020 году разработчик Момо Мюллер выпустил неофициальный редактор MIDI для ПК с интерфейсом June-106, который называется Deepmind - Juno-106 Editor.
В 2019 году компания Roland выпустила JU-06A – цифровой синтезатор, объединяющий Juno-60 и Juno-106. Он оснащен непрерывным фильтром высоких частот от Juno-106, регулируемой огибающей широтно-импульсной модуляцией от Juno-60 и обоими фильтрами, переключаемыми с передней панели. На момент выпуска он стоил 399 долларов.
В 2022 году компания Roland выпустила Juno-X – современный синтезатор с цифровой эмуляцией Juno-60 и Juno-106, а также дополнительную модель Juno-X, которая отличается формой волны supersaw, чувствительностью к скорости и регулятором огибающей высоты тона в стиле Alpha-Juno. Дизайн панели управления Juno-X напрямую отсылает на элементы управления Juno-106, в то время как звуковой движок заимствован у современных цифровых синтезаторов Jupiter-X и Jupiter-Xm.

## Роль в музыке
Juno-106 был самым продаваемым синтезатором Roland до выпуска модели D-50 в 1987 году. Несмотря на это, инструмент стается одним из самых продаваемых синтезаторов компании.
Среди пользователей Juno-106 можно отметить таких известных музыкантов, как Джейкоба Манна, Винса Кларка, Frankie Goes to Hollywood, Чврчеса, Леффилда, Уильяма Орбита, Tangerine Dream, Underworld, Reel 2 Real, Jam & Spoon и Вангелиса.
Популярность синтезатора сохраняется и по сей день, особенно благодаря росту популярности электронной музыки и таким артистам, как Tame Impala, Daft Punk, Кэлвин Харрис, Армин Ван Бюрен, Марк Ронсон, Карибу.